# Telefonplan

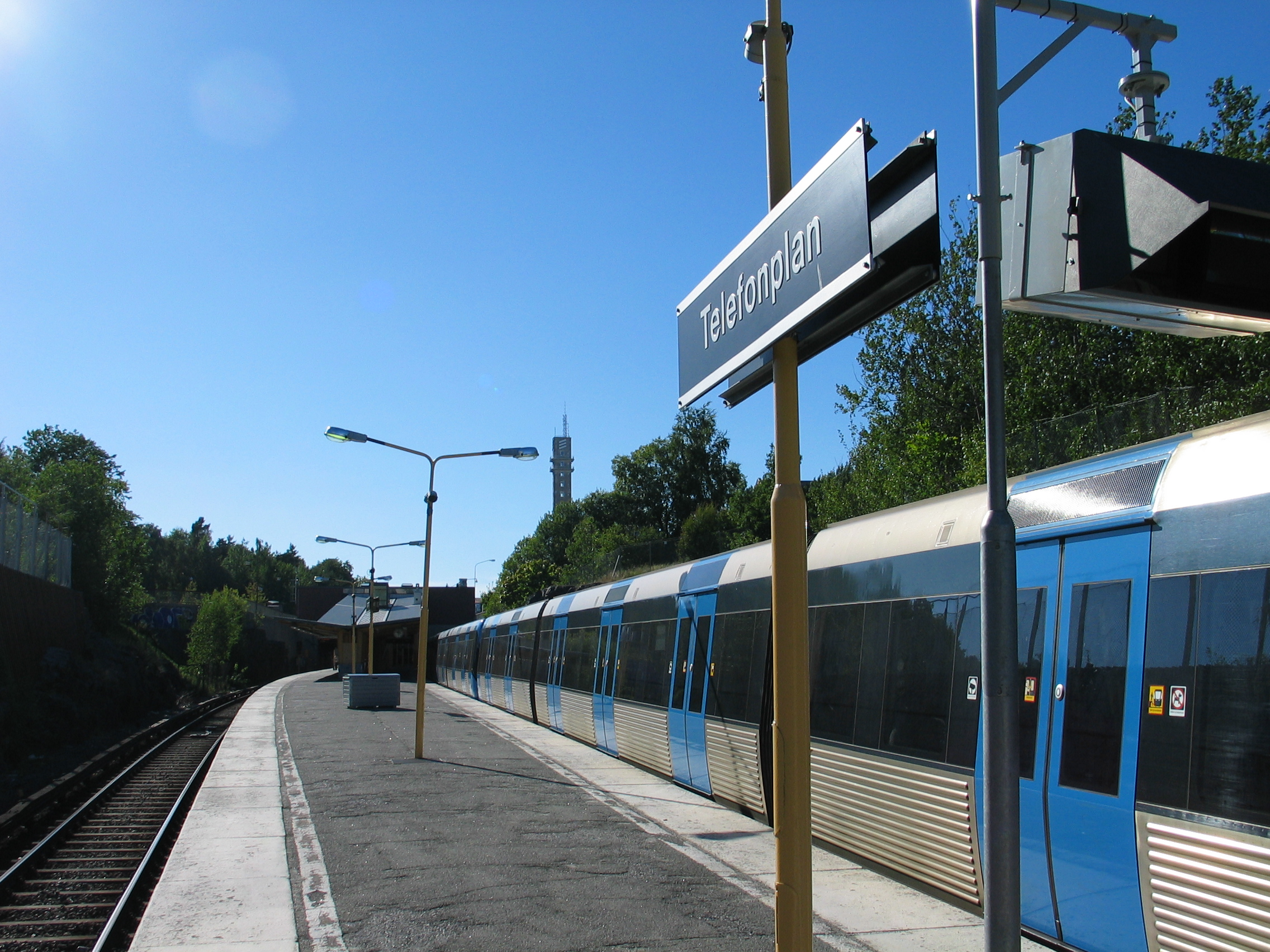
Peron

Telefonplan – powierzchniowa stacja sztokholmskiego metra, leży w Sztokholmie, w Söderort, w dzielnicy Hägersten-Liljeholmen, w części Midsommarkransen. Na czerwonej linii metra T14, między Hägerstensåsen a Midsommarkransen. Dziennie korzysta z niej około 8300 osób.
Stacja znajduje się na wschód od skrzyżowania Telefonvägen z Mikrofonvägen, przed wejściem do tunelu. Posiada jedno wyjście zlokalizowane na rogu Mikrofonvägen i Telefonvägen.
Otworzono ją 5 kwietnia 1964 jako 55. stację w systemie wraz z odcinkiem T-Centralen-Fruängen. Posiada jeden peron. Stacja została zaprojektowana przez Olova Blomkvista. Stacja swoją nazwę wzięła od pobliskiego placu Telefonplan, z kolei on zawdzięcza nazwę dawnej głównej siedzibie koncernu Ericsson.

## Sztuka
- Moi przyjaciele są twoimi przyjaciółmi, ceramiczne płytki z nadrukowanymi wizerunkami ludzi, Bo Samuelsson, 1997[4]

## Czas przejazdu
| Linia | Stacja        | Czas przejazdu | Stacja                                                    | Czas przejazdu                    |
| T14   | Fruängen      | 5 min          | Liljeholmen Slussen Gamla stan T-Centralen Östermalmstorg | 4 min 10 min 12 min 14 min 16 min |
| T14   | Mörby centrum | 29 min         | Liljeholmen Slussen Gamla stan T-Centralen Östermalmstorg | 4 min 10 min 12 min 14 min 16 min |

## Otoczenie
W otoczeniu stacji znajdują się:
- Västberga idrottsplats
- Västberga skolan
- Svendammsparken
- Konstfack Designes hus